# Quimiresistor

Esquema simplificat d'un sensor quimiresistiu d'un sol buit. (no a escala)

Un quimiresistor és un material que canvia la seva resistència elèctrica en resposta als canvis en l'entorn químic proper. Els quimiresistors són una classe de sensors químics que es basen en la interacció química directa entre el material sensor i l'analit. El material sensor i l'analit poden interactuar per enllaç covalent, enllaç d'hidrogen o reconeixement molecular. Diversos materials diferents tenen propietats de quimiresistors: semiconductors d'òxid metàl·lic, alguns polímers conductors, i nanomaterials com el grafè, els nanotubs de carboni i les nanopartícules. Normalment, aquests materials s'utilitzen com a sensors parcialment selectius en dispositius com llengüetes o nassos electrònics.

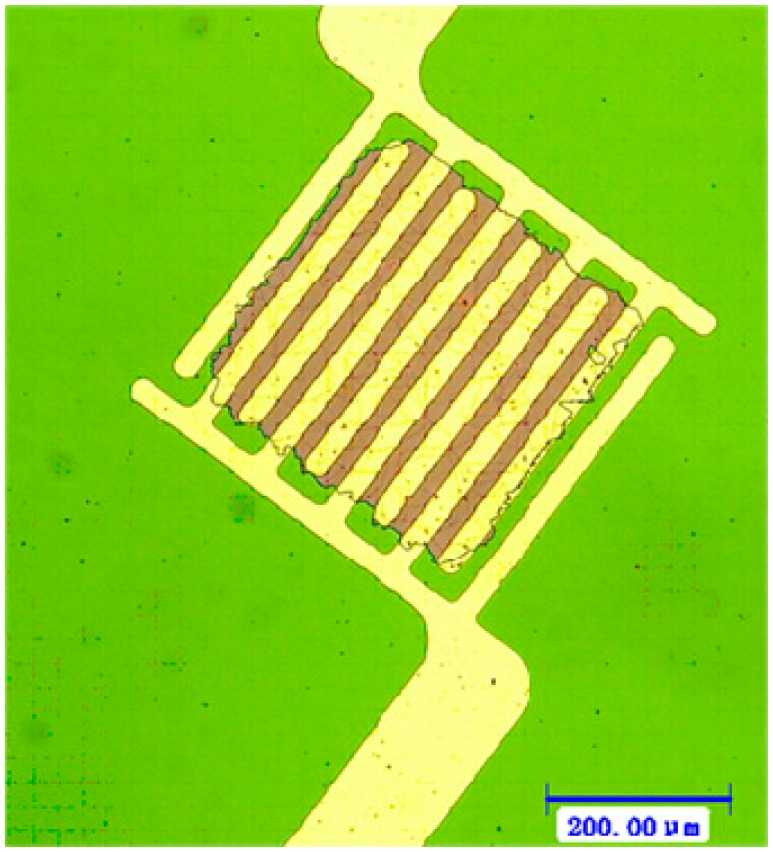
Una pel·lícula de TiO ₂ sensible a l'oxigen sobre un elèctrode interdigitat.

Un quimiresistor bàsic consisteix en un material sensor que fa un pont entre dos elèctrodes o cobreix un conjunt d'elèctrodes interdigitats. La resistència entre els elèctrodes es pot mesurar fàcilment. El material sensor té una resistència inherent que es pot modular per la presència o absència de l'analit. Durant l'exposició, els analits interaccionen amb el material sensor. Aquestes interaccions provoquen canvis en la lectura de la resistència. En alguns quimiresistors, els canvis de resistència simplement indiquen la presència d'analit. En altres, els canvis de resistència són proporcionals a la quantitat d'analit present; això permet mesurar la quantitat d'analit present.

## Història
Ja l'any 1965 hi ha informes de materials semiconductors que presenten conductivitats elèctriques que es veuen fortament afectades pels gasos i vapors ambientals. No obstant això, no va ser fins al 1985 que Wohltjen i Snow van encunyar el terme quimiresistor. El material quimiresistiu que van investigar va ser la ftalocianina de coure, i van demostrar que la seva resistivitat disminuïa en presència de vapor d'amoníac a temperatura ambient.

## Arquitectures de dispositius
Les quimiresistències es poden fer recobrint un elèctrode interdigitat amb una pel·lícula prima o utilitzant una pel·lícula prima o un altre material sensor per salvar l'únic buit entre dos elèctrodes. Els elèctrodes solen estar fets de metalls conductors com l'or i el crom que fan un bon contacte òhmic amb pel·lícules primes. En ambdues arquitectures, el material de detecció química resistent controla la conductància entre els dos elèctrodes; tanmateix, cada arquitectura de dispositiu té els seus propis avantatges i desavantatges.

## Materials sensorials
Materials sensorials: Semiconductors d'òxid metàl·lic, Grafè, Nanotubs de carboni, Nanopartícules, Polímers conductors.